# Azt beszéli már az egész város
Azt beszéli már az egész város (węg. O tym mówi już całe miasto) – dziewiąty album studyjny węgierskiego zespołu rockowego Skorpió, wydany w 1985 roku. Był to pierwszy album nagrany po reaktywacji zespołu, który rozpadł się w 1983 roku i powrócił w nowym składzie (do zespołu przyszedł Géza Pálvölgyi, a powrócił Antal Gábor Szűcs). Album został wydany przez Hungaroton-Favorit na LP i MC.

## Lista utworów
Źródła:

### Strona A
1. „Azt beszéli már az egész város” – 4:08
2. „Ha elveszítenélek” – 4:58
3. „Ne félj” – 5:54
4. „Éjfél után” – 4:25

### Strona B
1. „Anyám, jó fiad leszek” – 3:08
2. „Érinted a két kezem” – 5:33
3. „Húzzatok el az életemből” – 3:02
4. „Mint a lavina” – 3:36
5. „Karib éjszakák” – 3:11

## Wykonawcy
Źródło:
- Tamás Papp – instrumenty perkusyjne
- Antal Gábor Szűcs – gitara
- Géza Pálvölgyi – instrumenty klawiszowe
- Károly Frenreisz – wokal, gitara basowa